# 68-й армійський корпус (Третій Рейх)
LXVIII (68-й) армі́йський ко́рпус (нім. LXVIII. Armeekorps) — армійський корпус вермахту за часів Другої світової війни.

## Історія
LXVIII армійський корпус був сформований 23 вересня 1942 року у райхскомісаріаті Кавказ у ході операції «Едельвейс», як корпусне командування особливого призначення (нім. Generalkommando z.b.V.), що призначалося для вторгнення на територію Іраку.

## Райони бойових дій
- СРСР (Кавказ) (вересень 1942 — січень 1943);
- СРСР (південний напрямок) (січень — березень 1943);
- Греція (квітень 1943 — січень 1944);
- Югославія (січень — листопад 1944);
- Сербія, Угорщина (листопад 1944 — квітень 1945);
- Австрія (Штирія) (квітень — травень 1945).

## Командування

### Командири
- генерал авіації Гельмут Фельмі (нім. Hellmuth Felmy) (23 вересня 1942 — 8 грудня 1944);
- генерал від інфантерії Фрідріх-Вільгельм Мюллер (нім. Friedrich-Wilhelm Müller) (8 грудня 1944 — 29 січня 1945);
- генерал-лейтенант Артур Шварцнекер (нім. Arthur Schwarzenecker) (27 — 29 січня 1945);
- генерал гірсько-піхотних військ Рудольф Конрад (нім. Rudolf Konrad) (29 січня — 8 травня 1945).

## Бойовий склад 68-го армійського корпусу
Формування управління, забезпечення та підтримки
- 168-ме артилерійське командування (Arko 168),
- 468-ме управління корпусного постачання (Korps-Nachschubtruppen 468);
- 468-й корпусний батальйон зв'язку (Korps-Nachrichten-Abteilung 468);
- 568-й танкова розвідувальна рота (Panzerspäh Kompanie 468).

- 1-ша танкова дивізія (1. Panzer-Division);
- 117-та єгерська дивізія (117. Jäger-Division).

- 117-та єгерська дивізія.

- 11-та авіапольова дивізія (11. Feld-Division (L);
- 117-та єгерська дивізія;
- 1-й полк «Бранденбург» (Regiment 1 "Brandenburg");
- 965-й фортечний піхотний полк (Festungs-Infanterie-Regiment 965).

- 1-ша гірсько-піхотна дивізія (1. Gebirgs-Division);
- 11-та авіапольова дивізія;
- 117-та єгерська дивізія;
- 1-й полк «Бранденбург»;
- 965-й фортечний піхотний полк;
- 8-й панцергренадерський поліцейський полк СС (SS-Polizei-Panzergrenadier-Regiment 8).

- 367-ма піхотна дивізія (367. Infanterie-Division);
- 173-тя резервна дивізія (173. Reserve-Division);
- 187-ма резервна дивізія (187. Reserve-Division);
- 1-ша козача дивізія (1. Kosaken-Kavallerie-Division);
- 4-та танково-гренадерська бригада СС «Недерланд» (4. SS-Panzergrenadier-Brigade "Nederland");
- 901-й панцергренадерський навчальний полк (Panzergrenadier-Lehr-Regiment 901).

- 11-та авіапольова дивізія;
- 117-та єгерська дивізія;
- 1-й полк «Бранденбург»;
- 965-й фортечний піхотний полк.

- 11-та авіапольова дивізія;
- 117-та єгерська дивізія;
- 41-ша фортечна дивізія (41. Festungs-Division).

- 11-та авіапольова дивізія;
- 117-та єгерська дивізія;
- 41-ша фортечна дивізія;
- 18-й гірський поліцейський полк СС (SS-Polizei-Gebirgsjäger-Regiment 18).

- 11-та авіапольова дивізія;
- 117-та єгерська дивізія;
- 41-ша фортечна дивізія.

- 117-та єгерська дивізія;
- 41-ша фортечна дивізія.

- 1-ша гірсько-піхотна дивізія;
- 117-та єгерська дивізія;
- 44-та рейхс-гренадерська дивізія «Гох унд Дойчемайстер» (44. Reichs-Grenadier-Division Hoch- und Deutschmeister);
- Панцергренадерська дивізія «Брандербург» (Panzer-Grenadier-Division Brandenburg);
- 31-ша добровольча гренадерська дивізія СС (31. SS-Freiwillige-Grenadier-Division);
- 13-та гірська дивізія СС «Ханджар» (1-ша хорватська) (13. Waffen-Gebirgs-Division der SS "Handschar" (kroat. Nr. 1));
- 92-га моторизована гренадерська бригада (Grenadier-Brigade 92 (mot.).

- 71-ша піхотна дивізія (71. Infanterie-Division);
- 44-та рейхс-гренадерська дивізія «Гох унд Дойчемайстер»;
- 13-та гірська дивізія СС «Ханджар» (1-ша хорватська).

- 71-ша піхотна дивізія;
- 13-та гірська дивізія СС «Ханджар» (1-ша хорватська).

- 1-ша гірсько-піхотна дивізія;
- 71-ша піхотна дивізія;
- 13-та гірська дивізія СС «Ханджар» (1-ша хорватська).

- 71-ша піхотна дивізія;
- 13-та гірська дивізія СС «Ханджар» (1-ша хорватська).

- 71-ша піхотна дивізія;
- 13-та гірська дивізія СС «Ханджар» (1-ша хорватська);
- 4-та кавалерійська дивізія (4. Kavallerie-Division);
- 118-та єгерська дивізія (118. Jäger-Division).

- 71-ша піхотна дивізія;
- 297-ма піхотна дивізія (297. Infanterie-Division);
- 13-та гірська дивізія СС «Ханджар» (1-ша хорватська).

- 71-ша піхотна дивізія;
- 118-та єгерська дивізія;
- 13-та гірська дивізія СС «Ханджар» (1-ша хорватська).